# Geografia dos Alpes

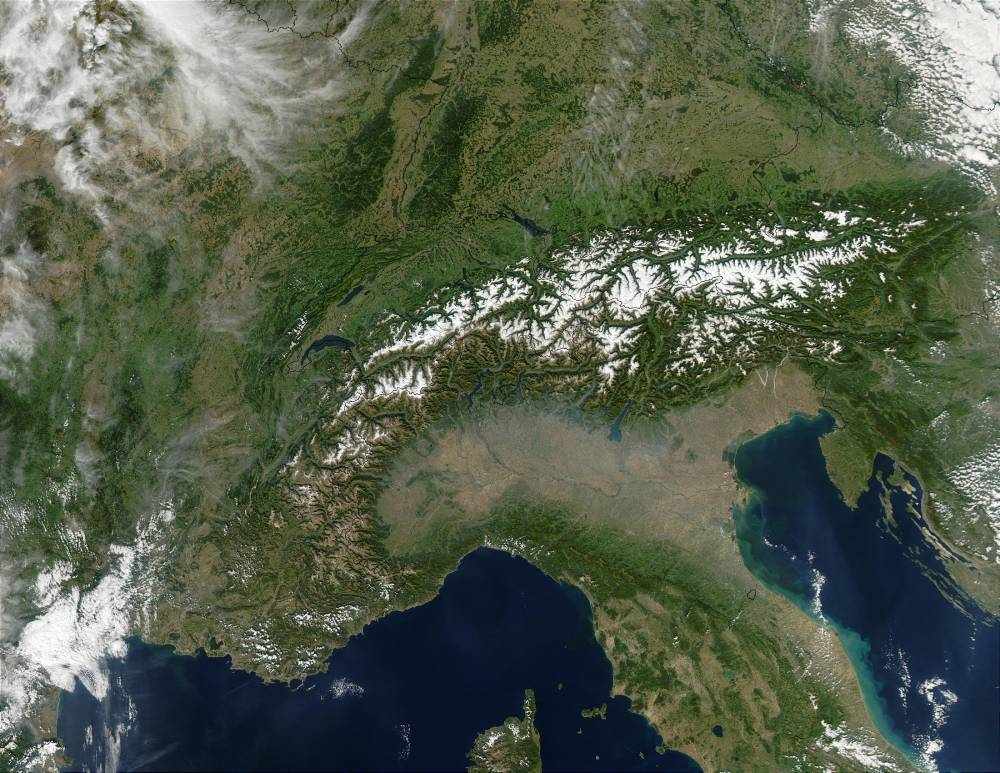
Vista de satélite

Os Alpes  são um conjunto montanhoso que se estende sobre vários milhares de quilómetros que se reparte na Europa pela  Eslovênia,  Alemanha,  Áustria,   Suíça ,   França,  Mónaco, e   Itália.

## Classificação tradicional
Não havendo uma normalização para a classificação dos Alpes, só eram classificados em Alpes Ocidentais, Centrais, e Orientais,  e cada pais os divisia à sua maneira. Foi para regulamentar a classificação que a Itália propôs a SOIUSA,   em 2005.
Para a classificação tradicional  referir-se a Alpes Ocidentais, Alpes Centrais e Alpes Orientais.

## SOIUSA
Em 2005 a Itália apresentou uma nova divisão dos Alpes que datava de 1926. Segundo a  Subdivisão Orográfica Internacional Unificada do Sistema Alpino (SOIUSA), a nova classificação divide os Alpes em duas grandes Partes: Alpes Ocidentais e Alpes Orientais, separados pela linha rio Reno - Passo de Spluga - Lago de Como - Lago de Lecco.

## Classificação SOIUSA
Segundo esta nova classificação, os Alpes Ocidentais ainda estão subdivididos em Alpes Ocidentais-Sul (1-6)  e Alpes Ocidentais-Norte (7-14), segundo os números  da imagem Divisão SOIUSA, e os Alpes Ocidentais em Alpes Orientais-Centro (15-20) , Alpes Orientais-Norte (21-27) e Alpes Orientais-Sul (28-36) 

## Alpes Ocidentais

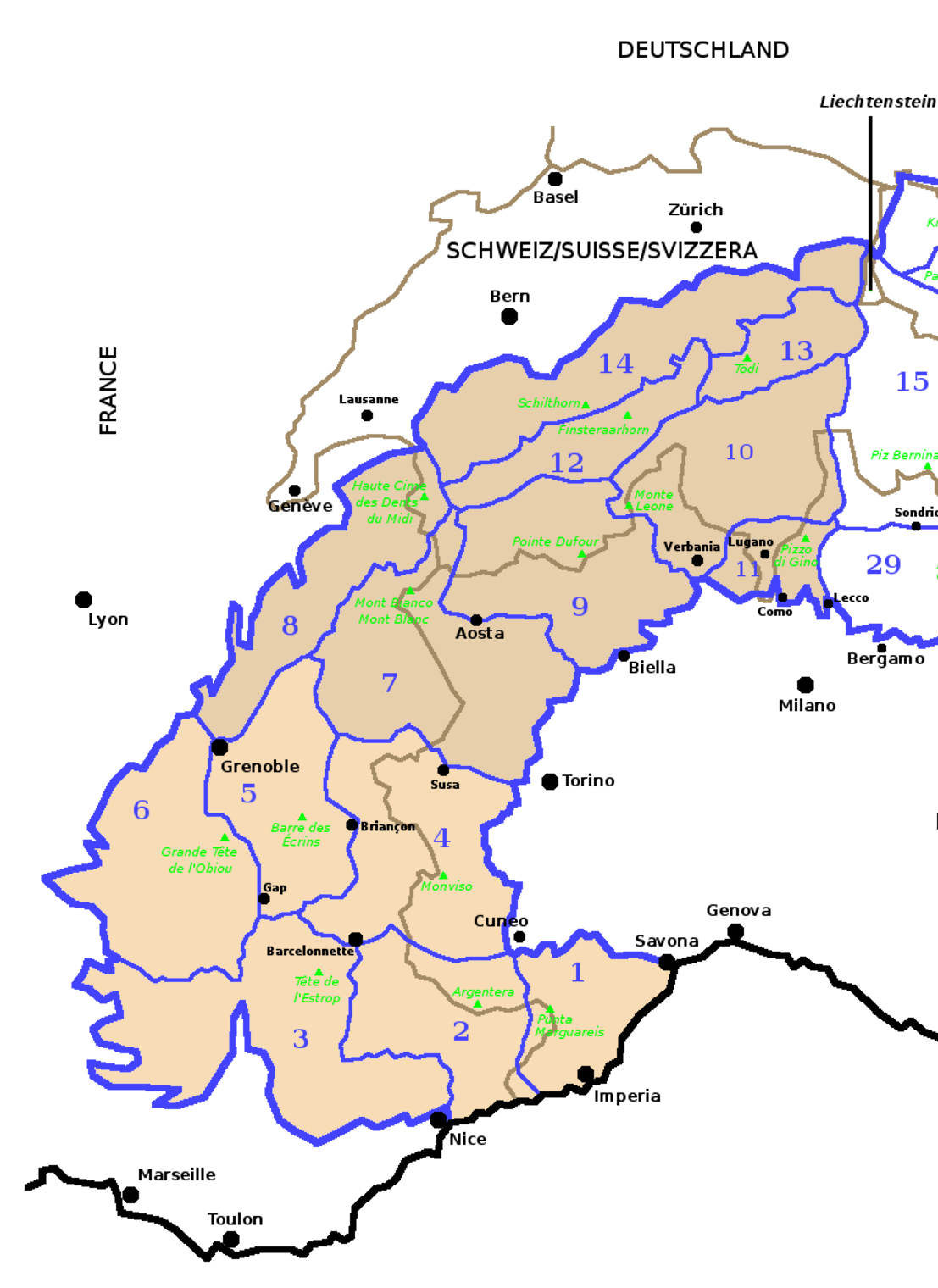
Divisão SOIUSA; Alpes Ocidentais; Norte em escuro. Sul em clara

### Alpes Ocidentais-Sul
Os Alpes Ocidentais-Sul estão divididos em 6 secções 
- (1) Alpes Lígures
- (2) Alpes Marítimos e Pré-Alpes de Nice resultantes da reunião da Cordilheira dos Alpes Marítimos com os Pré-Alpes de Nice
- (3) Alpes e Pré-Alpes da Provença resultantes da reunião da Alpes da Provença  com os Pré-Alpes da Provença
- (4) Alpes Cócios
- (5) Alpes do Delfinado
- (6) Pré-Alpes do Delfinado

### Alpes Ocidentais-Norte
Os Alpes Ocidentais-Norte estão divididos em 8 seccões:
- (7) Alpes Graios
- (8) Pré-Alpes da Saboia
- (9) Alpes Peninos
- (10) Alpes Lepontinos - cadeia que fica entre a Suíça e a Itália
- (11) Pré-Alpes Luganeses  - da região de Lugano
- (12) Alpes Berneses
- (13) Alpes Glaroneses - da região do Cantão de Glaris
- (14) Pré-Alpes suíços

## Alpes Orientais
Segundo a SOIUSA os Alpes Orientais estão subdivididos em Alpes Orientais-Centro (15-20), Alpes Orientais-Norte (21-27) e os Alpes Orientais-Sul (28-36), num total de 22 secções.

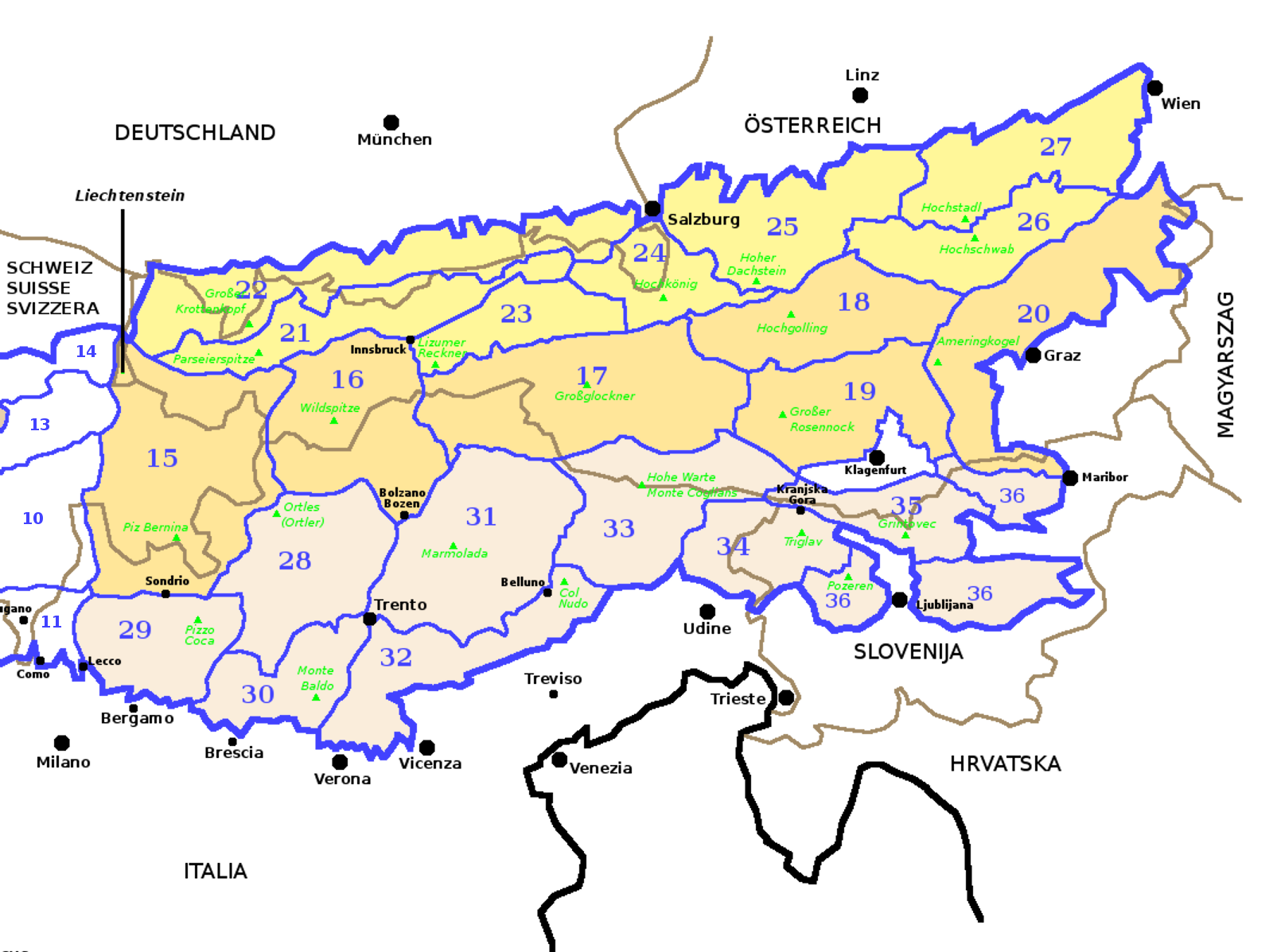
Divisão SOIUSA; Alpes Orientais; Norte (21-27) amarelado, Centro (15-20) acastanhado, e Sul (28-36) rosado

### Alpes Orientais-Centro
Os Alpes Orientais-Centro são formados por 6 secções
- (15) Alpes Réticos ocidentais
- (16) Alpes Réticos orientais
- (17) Alpes do Tauern ocidentais
- (18) Alpes do Tauern orientais
- (19) Alpes da Estíria e da Caríntia
- (20) Pré-Alpes da Estíria

### Alpes Orientais-Norte
Os Alpes Orientais-Norte são formados por 7 secções
- (21) Alpes calcários do Tirol
- (22) Pré-Alpes Bávaros
- (23) Alpes xistosos do Tirol
- (24) Alpes setentrionais de Salisburgo
- (25) Alpes de Salzkammergut e da Alta Áustria
- (26) Alpes setentrionais da Estíria
- (27) Alpes da Baixa Áustria

### Alpes Orientais-Sul
Os Alpes Orientais-Sul são formados por 9 secções
- (28) Alpes Réticos meridionais
- (29) Alpes e Pré-Alpes Bergamascos
- (30) Pré-Alpes de Bréscia e de Garda
- (31) Cordilheira das Dolomitas
- (32) Pré-Alpes Vénetos
- (33) Alpes Cárnicos e de Gail
- (34) Alpes e Pré-Alpes Julianos
- (35) Alpes da Caríntia e Eslovenos
- (36) Pré-Alpes Eslovenos